# Bandeira da Organização do Tratado de Segurança Coletiva
A Bandeira da Organização do Tratado de Segurança Coletiva é um dos símbolos oficiais da OTSC.

## História

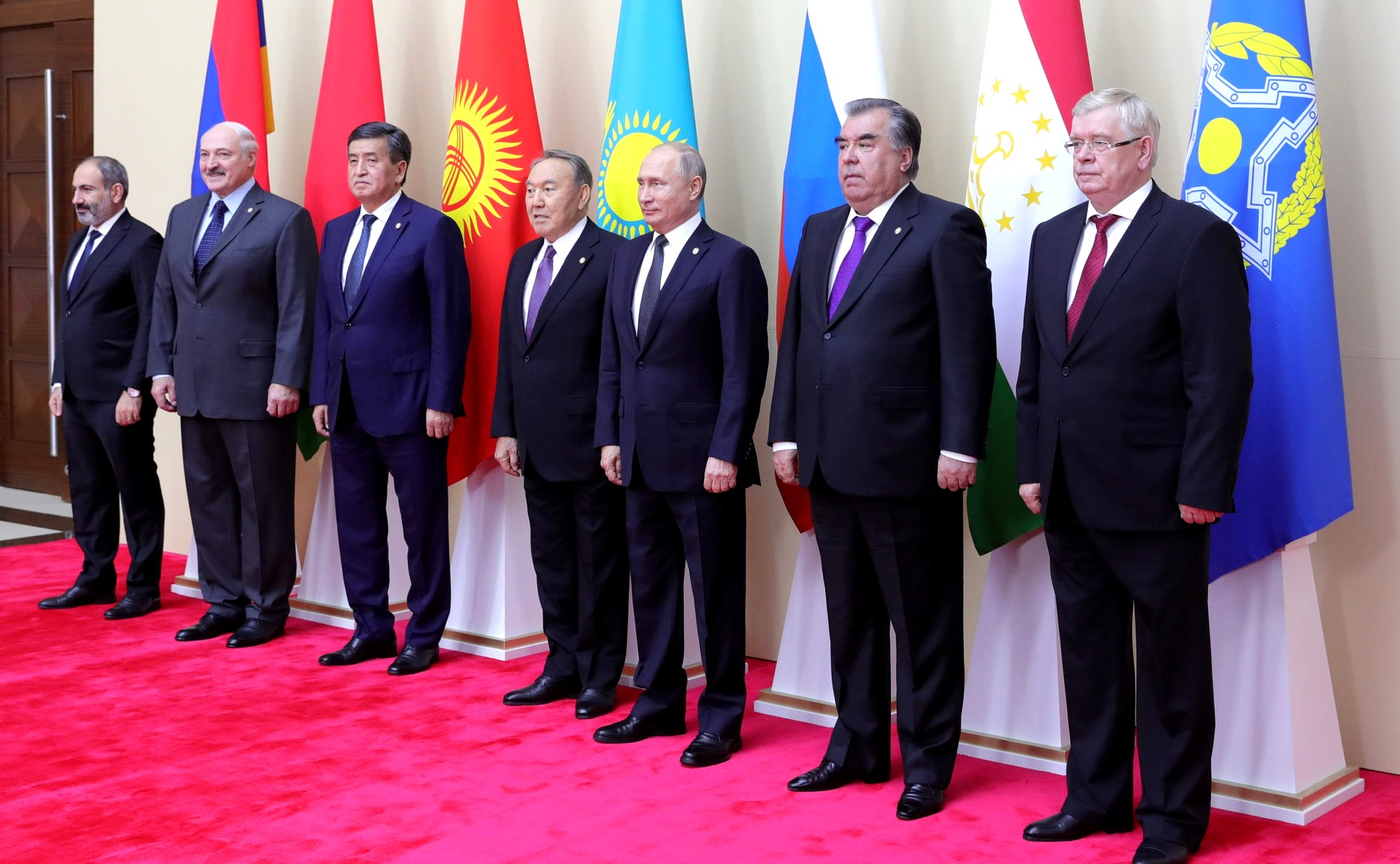
Participantes da reunião da OTSC em Nur-Sultan, 8 de novembro de 2018. A bandeira da OTSC é a primeira da direita para a esquerda

Embora a aliança militar tenha sido assinada em 15 de maio de 1992, apenas em 7 de outubro de 2002, os presidentes da Armênia, Bielorrússia, Cazaquistão, Quirguistão, Rússia e Tadjiquistão assinaram uma ratificação em Tashkent, fundando oficialmente a OTSC. Nesse mesmo ato uma bandeira oficial foi adotada.

## Características

Emblema da OTSC

Seu desenho consiste em um retângulo de fundo azul sobre o qual, em seu centro, está o emblema da organização. O emblema é um escudo azul prateado na forma angulosa ao longo da orla da qual há rebites de prata, no campo do escudo há um círculo de ouro, o escudo é emoldurado com uma coroa de louro de carvalho.

## Simbolismo
O carvalho é um símbolo de força, enquanto os ramos de loureiro que simbolizam imortalidade e glória. O ferro, por sua vez é comumente adotado como símbolo de robustez, dureza, obstinação, rigor e inflexibilidade.
Assim como na Bandeira da CEI, o círculo amarelo no centro, é associados ao sol, simbolizando a ideia de Luz, calor e vida.